# 影送り
影送り（かげおくり）とは、良く晴れた日中に、地面に何もなく自分の体が他の物体の影に入らないような状態の場所で自分の影を10秒程度じっと見つめ、それからすぐに空を見つめると、さっきまで見ていた自分の影が5秒程度映るという現象のことをいう。陰性残像の一種。

## 概要
この現象は、認知心理学においてよく話題に出されることがあり、空に映る自分の影はビデオカメラなどの機械で撮影することはできない。
その他に「エンメルトの法則」でもその使用例として使われることが多々ある。

## 主な作品
小学校教育では『ちいちゃんのかげおくり』（あまんきみこ作、上野紀子画、太平洋戦争期を取り扱った作品）でこの現象が作中に扱われている。
その他に1972年に発売された「チョコベー」（玩具付きチョコレート菓子）のテレビCMにおいてもこの現象が使用された。